# Beauregard (Ain)
Beauregard is een gemeente in het Franse departement Ain (regio Auvergne-Rhône-Alpes). Beauregard telde op 1 januari 2022 826 inwoners.

## Geschiedenis
Op 31 december 1954 is het dorp Fareins-lès-Beauregard van de gemeente Fareins afgesplitst en toegevoegd aan Beauregard.

## Geografie
De oppervlakte van Beauregard bedroeg op 1 januari 2022 0,94 vierkante kilometer; de bevolkingsdichtheid was toen 878,7 inwoners per km².
De gemeente ligt aan de Saône tegenover Villefranche-sur-Saône (Rhône).
De onderstaande kaart toont de ligging van Beauregard met de belangrijkste infrastructuur en aangrenzende gemeenten.

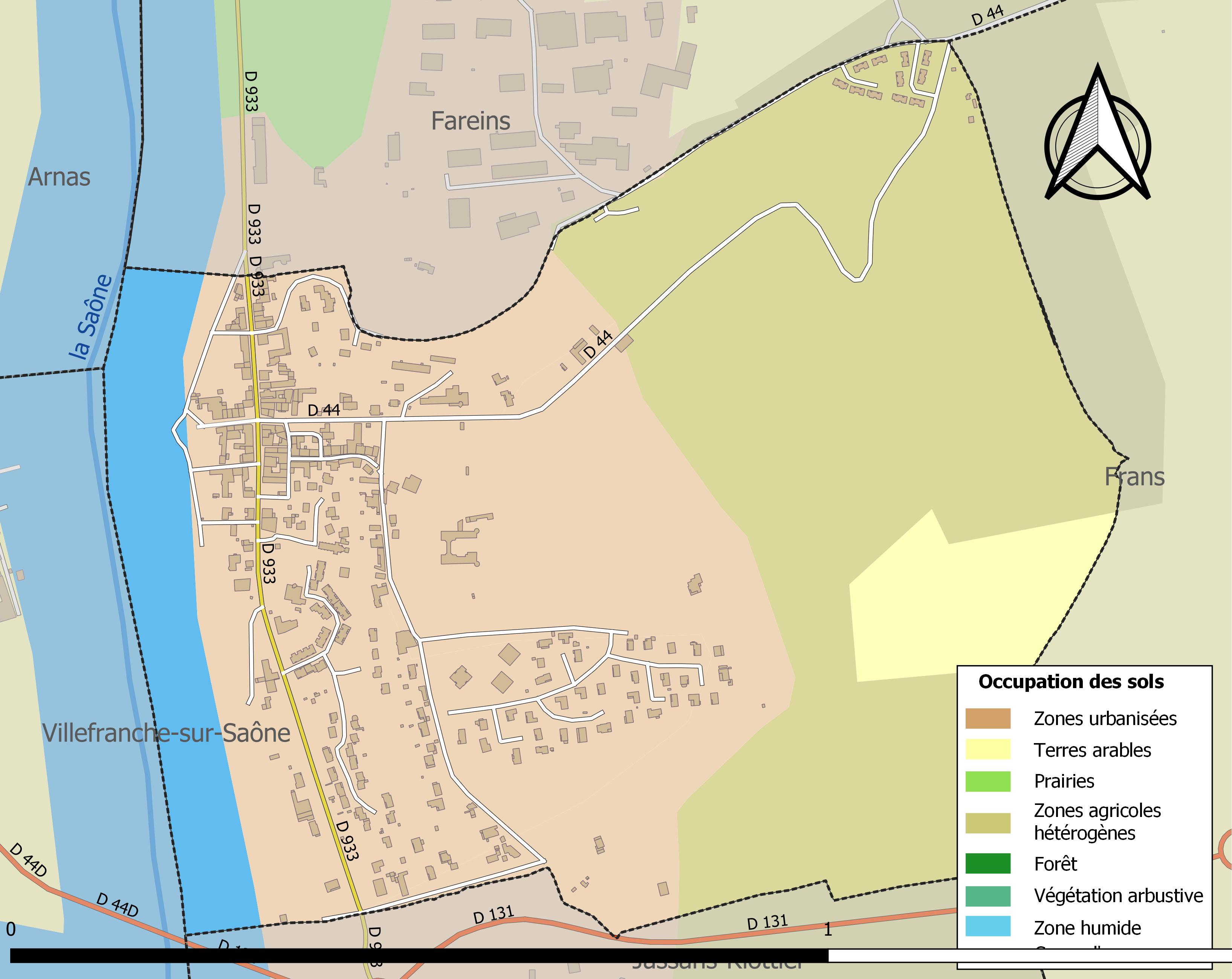

## Demografie
Onderstaande figuur toont het verloop van het inwoneraantal van Beauregard vanaf 1968. De cijfers zijn afkomstig van het Frans bureau voor statistiek en bevatten geen dubbel getelde personen (zoals studenten en militairen).
Vanwege een beveiligingsprobleem met de MediaWiki Graph-software is het momenteel niet mogelijk deze grafiek weer te geven. Zodra de software is bijgewerkt zal de grafiek vanzelf weer zichtbaar worden.

## Geboren
- Victor Vermorel (1848-1927), uitvinder, industrieel en politicus